# Självporträtt (Rafael)
Självporträttet av den italienske renässanskonstnären Rafael är daterat till 1506 då konstnären var 23 år.  
Självporträttet tillkom under Rafaels florentinska period (1504–1508) där han verkade parallellt med högrenässansens två andra giganter: Leonardo da Vinci och Michelangelo. Målningen tillhörde hertigfamiljen av Urbino – Rafaels födelsestad – och noterades 1652 i en inventering av Vittoria della Roveres samlingar. I samband med hennes giftermål med Ferdinand II de' Medici kom tavlan till Florens där den idag är utställd på Palazzo Pitti.
Att det är frågan om ett självporträtt har bland annat fastställts genom jämförelser med självporträttet som återfinns i konstnärens mest kända fresk: Skolan i Aten. Även om den är målad med olika tekniker, gestaltar konstnären sig själv i båda porträtten med samma uttryck och drag. Hans frisyr är den typiska för renässansens hovmän och på huvudet bär han en mörk basker av den typ som senare kom att benämnas "raffaella" och som var vanlig bland tidens konstnärer. Hans mörka klädnad är av enkelt slag och är troligen en arbetsrock vilket visar att konstnären med stolthet framhåller sitt yrke.
Rafael målade ytterligare ett självporträtt 1514–1515: Självporträtt med en vän (se mannen till vänster i nedan bildgalleri).

## Relaterade målningar

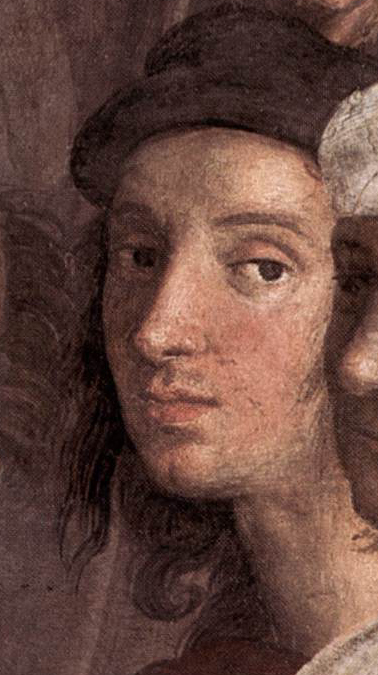
Rafaels självporträtt i Skolan i Aten.
Självporträtt med en vän från 1514–1515, Louvren.